# Plectiscidea balteata
Plectiscidea balteata är en stekelart som beskrevs av Dasch 1992. Plectiscidea balteata ingår i släktet Plectiscidea och familjen brokparasitsteklar. Inga underarter finns listade i Catalogue of Life.